# Small
Small er et dansk band der albumdebuterede i 2008.
Primus motor i Small er sanger og komponist Andreas Asingh, der siden et ophold i New York i 2005 har arbejdet på projektet Small.
Small's lyd af analoge keyboardsymfonier, trommemaskiner og korsang vakte, siden indspilningen af de første demoer i 2006 under navnet Harmony Boys, stor opmærksomhed og resulterede bl.a. i 2×8 uger på Det Elektriske Barometer med numrene "Holy Cow" og "Blueberry Boy".
Small ændrede navn fra Harmony Boys i forbindelse med udgivelsen af en EP, der kom på gaden i august 2007.
I 2008 spillede Small en række koncerter som opvarmning for Carpark North og et enkelt job som support for Keane.
Small består udover Andreas Asingh af Rune Kielsgaard og Johan Kolstrup.
Albummet Teenage Cover udkom i august 2008. 